# Antequera Club de Fútbol
El Antequera Club de Fútbol es un club de fútbol de España de la ciudad de Antequera (Málaga) que actualmente juega en el Grupo 2 de la Primera Federación.

## Datos del club
El Antequera CF se creó el 19 de junio de 1992. 
Durante la última asamblea ordinaria del CD Antequerano en el que dos candidaturas totalmente
opuestas iban a dirimir el futuro del primer equipo de fútbol en la ciudad de Antequera.
La primera candidatura era la de Rafael López de la Torre, que proponía la creación de un nuevo club para poder fusionarse con el CD Puerto Malagueño y poder mantener la categoría en Regional Preferente.
La segunda candidatura era la de Rafael Bermúdez González, que pretendía sacar al C.D. Antequerano de la ruina económica en la que llevaba sumergido en los últimos años e intentar recuperar la historia reciente del club nuevamente.
Hubo votaciones por parte de la asamblea directiva y finalmente salió vencedora la candidatura de Rafael López de la Torre por 29 votos a 5 a la de Rafael Bermúdez, lo que hizo que se creara el nuevo club como Antequera Club de Fútbol.
El club de nueva creación llamado Antequera C.F. presentó en la Dirección General de Deportes de la junta de Andalucía sus nuevos estatutos el día 24 de julio de 1992, donde quedaron confirmados y validados el 14 de septiembre de ese mismo año.
A partir de ese momento el Antequera C.F. se fusionó con el C.D. Puerto Malagueño, con un equipo sénior en la ciudad de Antequera y un equipo Juvenil División de Honor que aportaba el club de Málaga.
De la fusión entre ambos equipos saldría beneficiada la ciudad de Antequera, ya que el club malagueño cedía su equipo sénior y la equipación titular del nuevo Antequera C.F. seguía siendo la histórica verdiblanca del C.D. Antequerano. Del mismo modo el escudo mantendría grandes similitudes.

## Historia
Tras su fundación y en su primera temporada el club consigue el ascenso a Tercera División de España tras finalizar 2.º en la Regional Preferente de Málaga 1992-93. Tras un titubeante debut en categoría nacional, salvando por los pelos el descenso, la temporada siguiente 1994-95 será la mejor clasificación antequerana hasta el ascenso a 2.ª División B del año 2008 acabando la liga en 6.ª posición. El equipo continuaría en Tercera División hasta la nefasta temporada 2003-04 en la que finalizó colista descendiendo a Primera División Andaluza donde permanecería dos temporadas, regresando al Grupo IX de Tercera tras quedar subcampeón de grupo tras el Vélez CF en 2006. En la temporada del retorno el equipo del Maulí finalizó 8.º. En la temporada 2016-17 obtuvo un magnífico 2.º puesto tras el Atlético Malagueño, consiguiendo así un puesto en la Copa del Rey para la próxima temporada, y así fue el 30 de agosto de 2017 jugó la primera ronda de la Copa del Rey 2017-18 en su campo "El Maulí" ganando 2-0 al Arcos C. F. y pasando a la siguiente ronda que se jugaría unos días después en Talavera de la Reina cayendo derrotado ante el club de esta ciudad por un 3-1 y finalizándose así su etapa en esa edición de la Copa del Rey. El 19 de febrero de 2024, el club malagueño anunció que la propiedad fue adquirida por el empresario británico y ex copropietario del Burnley FC, Mike Garlick.

### Ascenso a Segunda B
En la temporada 2007-08 el equipo verdiblanco firma una grandísima temporada, dirigido desde el banquillo por José Carlos Fernández "Tello",  acabando como subcampeón del grupo IX de Tercera División tras el CD Roquetas y con derecho a jugar la promoción de ascenso a Segunda B. En primera ronda eliminó al Narón BP con resultado de 0-0 y 4-1. En segunda ronda eliminó al Caravaca CF y ascendió a Segunda División B veintisiete años después de que lo hiciera el CD Antequerano.
En la temporada 2008-09, el conjunto andaluz debutaba en la Segunda División B acabando la temporada en 16.ª posición, jugando la eliminatoria de permanencia ante el Terrassa FC y perdiendo por un parcial de 5-2 que le conllevó al descenso de categoría retornando nuevamente a la Tercera División.

### Últimas temporadas
Tras el descenso el conjunto antequerano se mantiene tres temporadas en Tercera División volviendo a descender a Primera División Andaluza tras acabar 19.º en la temporada 2011-12. Sería una ausencia efímera ya que los verdiblancos se alzarían con el título de la categoría retornando como Campeón a categoría nacional apenas 12 meses después de abandonarla. En su regreso firmaría un modesto 13.eɽ puesto en la temporada 2013-14. En la actualidad el equipo verdiblanco continúa compitiendo en el Grupo IX de la Tercera División. En la recién terminada temporada 2018-19 ha firmado una excelente actuación, terminando en 3.ª posición y clasificándose por tercera vez consecutiva para los playoffs de ascenso, aunque sin lograrlo.

### Ascenso a Segunda División RFEF
El 6 de junio de 2021, el Antequera Club de Fútbol consiguió el ascenso a Segunda División RFEF, la nueva Tercera división del fútbol español, tras ganar en El Maulí al Atlético Malagueño por 1-0 en la prórroga.

### Trayectoria Histórica
- 1992-93  2º clasificado de Regional Preferente de Andalucía, Grupo 2.
- 1993-94 17.º clasificado de Tercera División, Grupo IX.
- 1994-95 6.º clasificado de Tercera División, Grupo IX.
- 1995-96 7.º clasificado de Tercera División, Grupo IX.
- 1996-97 16.º clasificado de Tercera División, Grupo IX.
- 1997-98 16.º clasificado de Tercera División, Grupo IX.
- 1998-99 11.º clasificado de Tercera División, Grupo IX
- 1999-00 14.º clasificado de Tercera División, Grupo IX.
- 2000-01 15.º clasificado de Tercera División, Grupo IX .
- 2001-02 7.º clasificado de Tercera División, Grupo IX .
- 2002-03 13.º clasificado de Tercera División, Grupo IX .
- 2003-04  21º clasificado de Tercera División, Grupo IX .
- 2004-05 3.º clasificado de Primera División Andaluza, Grupo III.
- 2005-06  2º clasificado de Primera División Andaluza, Grupo III.
- 2006-07 8.º clasificado de Tercera División, Grupo IX .
- 2007-08  2º clasificado de Tercera División, Grupo IX .
- 2008-09  16º clasificado de Segunda División B, Grupo IV.
- 2009-10 10.º clasificado de Tercera División, Grupo IX .
- 2010-11 7.º clasificado de Tercera División, Grupo IX .
- 2011-12  19º clasificado de Tercera División, Grupo IX .
- 2012-13  1º clasificado de Primera División Andaluza, Grupo III.
- 2013-14 13.º clasificado de Tercera División, Grupo IX .
- 2014-15 15.º clasificado de Tercera División, Grupo IX .
- 2015-16 6.º clasificado de Tercera División, Grupo IX .
- 2016-17 2.º clasificado de Tercera División, Grupo IX .
- 2017-18 4.º clasificado de Tercera División, Grupo IX .
- 2018-19 3.º clasificado de Tercera División, Grupo IX .
- 2019-20 7.º clasificado de Tercera División, Grupo IX .
- 2020-21 3.º clasificado de Tercera División, Grupo IX .
- 2021-22 12.º clasificado de Segunda Federación, Grupo IV .
- 2022-23  1.º clasificado de Segunda Federación, Grupo IV .
- 2023-24 : 8º clasificado de Primera Federación, Grupo II
- 2024-25 : 5º clasificado de Primera Federación, Grupo II

## Palmarés

### Torneos nacionales
| Competición Nacional                        | Títulos           | Subcampeonatos                      |
| ------------------------------------------- | ----------------- | ----------------------------------- |
| Tercera División de España (0/2)            |                   | 2007-08 (Gr. IX), 2016-17 (Gr. IX). |
| Segunda Federación (1)                      | 2022-23 (Gr. IV). |                                     |
| Copa de la Liga de Segunda División B (1/0) | 1984 (Gr. II).    |                                     |

### Torneos regionales
| Competición Regional                   | Títulos  | Subcampeonatos |
| -------------------------------------- | -------- | -------------- |
| Primera División Andaluza (1/1)        | 2012-13. | 2005-06.       |
| Regional Preferente de Andalucía (0/1) |          | 1992-93.       |

### Torneos amistosos
- Trofeo Ciudad del Torcal (Antequera) (15) 1972, 1974, 1975, 1976, 1977, 1978, 1982, 1983 (como CD Antequerano) y 1995, 2007, 2008, 2009, 2014, 2021, 2022 (Como Antequera CF)